# لوتشنیتسه
لوتشنیتسه (به چکی: Ločenice) یک منطقهٔ مسکونی در جمهوری چک است که در شهرستان چسکه بودیوویتسه واقع شده‌است. لوتشنیتسه ۱۵٫۸۷ کیلومتر مربع مساحت و ۶۱۱ نفر جمعیت دارد و ۵۷۰ متر بالاتر از سطح دریا واقع شده‌است.